# ComicsOne

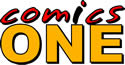

ComicsOne est un ancien éditeur américain de livres asiatiques (manga, manhwa, et manhua) fondé en 1999. ComicsOne était basée à Fremont en Californie. Il a aussi servi dans les vidéos et marchandises.
En mars 2005, le site d'ICv2.com révèle que DrMaster, imprimeur chez ComicsOne, avait pris place dans les manhuas et manwas, et que le site ComicsOne cesse toute activité.

## Mangas publiés par ComicsOne
- Crayon Shin-chan
- Dark Edge
- Goku Midnight Eye
- Wounded Man
- Ginga Legend Weed
- High School Girls
- Infinite Ryvius
- Sarai
- Hamster Club
- Jésus
- Tsukihime, Lunar Legend
- Onegai Friends
  - Onegai Teacher
  - Onegai Twins
- Pretty Maniacs
- Iron Wok Jan!
- Bride of Deimos
- 888
- Kazan
- Maico 2010
- Bass Master Ranmaru
- Red Prowling Devil
- Tomié (Actuellement publié par Dark Horse Comics)
- NaNaNaNa
- Mourning of Autumn Rain
- Wild 7
- Joan
- Kabuto
- Offered

## Manhwas publiés par ComicsOne
- My Sassy Girl
- NOW
- Red Moon

## Manhuas publiés par ComicsOne
- Crouching Tiger, Hidden Dragon
- Heaven Sword & Dragon Sabre
- HERO
- Legendary Couple
- Shaolin Soccer
- The Storm Riders
- Weapons of the Gods
- Saint Legend
- Story of the Tao
- Black Leopard
- Mega Dragon & Tiger